# Mount Maroon
Mount Maroon är ett berg i Australien. Det ligger i regionen Scenic Rim och delstaten Queensland, omkring 87 kilometer söder om delstatshuvudstaden Brisbane. Toppen på Mount Maroon är 966 meter över havet, eller 561 meter över den omgivande terrängen. Bredden vid basen är 4,2 km.
Runt Mount Maroon är det glesbefolkat, med 10 invånare per kvadratkilometer.. Närmaste större samhälle är Rathdowney, omkring 13 kilometer öster om Mount Maroon. 
I omgivningarna runt Mount Maroon växer i huvudsak städsegrön lövskog. Genomsnittlig årsnederbörd är 1 402 millimeter. Den regnigaste månaden är januari, med i genomsnitt 269 mm nederbörd, och den torraste är september, med 37 mm nederbörd.